# Werwolfromantik
Werwolfromantik ist das dritte Studioalbum der österreichischen Punkrockband Drahdiwaberl. Es wurde von Robert Ponger produziert und ist das bisher erfolgreichste Album der Band.

## Produktion
Nach ihrem zweiten Album wechselte die Band zum Produzenten Robert Ponger, der schon für Falco erfolgreiche Platten produzierte. Aufgenommen wurde das Album Februar/März 1983 im Stereo West Studio.
Während der Produktion des Albums spielte Stefan Weber einen Gastpart in einer Episode der berühmten österreichischen Serie Kottan ermittelt mit und lernte dabei den Hauptdarsteller Lukas Resetarits näher kennen.
Stefan Weber wollte mit Lukas Resetarits einen Song für das neue Album aufnehmen, dieser willigte ein und so machten sie sich daran, das Duett Lonely aufzunehmen. Auch der ehemalige Bassist Falco steuerte einen Song zum Album bei: Die Galeere.

## Erfolg
Stefan Weber und Robert Ponger entschieden sich, den Song Lonely zusammen mit Lukas Resetarits als Vorabsingle zu veröffentlichen, da er aus der Sicht des Produzenten „Massenpotential“ habe – was mit den anschließenden Chartpositionen bestätigt wurde: Schon in der zweiten Woche landete der Song auf Platz 1 der Ö3-Hitparade und die Single auf Platz 4 der Verkaufscharts von Media Control in Österreich. Stefan Weber selbst sah den Erfolg der Single als peinlichen Ausrutscher.
Kurz nach der Veröffentlichung der Single fand auch das Album den Weg in die Öffentlichkeit, und durch den Erfolg der Single stieg das Album hoch in den Charts ein, kletterte bis auf Platz 7 und blieb 16 Wochen unter den Top 20.
In Deutschland wurde das Album, wie auch seine Vorgänger, unter dem Label Teldec veröffentlicht.
Als zweite Single wurde der Song Plöschberger veröffentlicht, der von der Verzweiflung österreichischer Pädagogen bei schlimmen Schülern angesichts des neuen Schulgesetzes handelt. Obwohl die Single sehr oft im Radio gespielt wurde und der Band weitere Platzierungen in der Ö3 Hitparade bescherte, blieb der kommerzielle Erfolg bei dieser Single aus.
Mit der Veröffentlichung der dritten Single Die Galeere, die noch von Falco gesungen wurde, versuchte die Band einen weiteren Charteinstieg in die Verkaufscharts, was jedoch scheiterte.
Textlich sehen viele Fans Werwolfromantik als das beste Album von Drahdiwaberl, auch wenn sich das Album nur noch auf Rock spezialisiert hatte.

## Titelliste
1. Sex & Gewalt
2. Die Galeere (mit Falco)
3. Fleischwolf (mit Jazz Gitti)
4. Tschusch-Tschusch
5. Werwolfromantik
6. Plöschberger
7. Tour Tortour (Intermezzo)
8. Sado Maso, Schmutz und Schund
9. Die Irren kommen
10. Lonely (mit Lukas Resetarits)